# Asambleas del Partido Republicano de 2012 en Minnesota
Las Asambleas del Partido Republicano de 2012 en Minnesota se hicieron el 7 de febrero de 2012. Las Asambleas del Partido Republicano fueron unas asambleas cerradas, con 37 delegados para elegir al candidato del partido Republicano para las elecciones presidenciales de Estados Unidos de 2012.  En el estado de Minnesota estaban en disputa 37 delegados, mientras que otros 3 delegados darían su respaldo en la Convención Nacional Republicana de 2012.

## Elecciones

### Resultados
Resultados con 100.0% (4,137 de 4,137 precintos) reportados:
| Asambleas del Partido Republicano de Minnesota de 2012 | Asambleas del Partido Republicano de Minnesota de 2012 | Asambleas del Partido Republicano de Minnesota de 2012 | Asambleas del Partido Republicano de Minnesota de 2012 | Asambleas del Partido Republicano de Minnesota de 2012 | Asambleas del Partido Republicano de Minnesota de 2012 |
| Candidato                                              | Votos                                                  | Porcentaje                                             | Delegados                                              | Delegados                                              | Delegados                                              |
| Candidato                                              | Votos                                                  | Porcentaje                                             | AP                                                     | CNN                                                    | MSNBC                                                  |
| ------------------------------------------------------ | ------------------------------------------------------ | ------------------------------------------------------ | ------------------------------------------------------ | ------------------------------------------------------ | ------------------------------------------------------ |
| Rick Santorum                                          | 21,932                                                 | 44.9%                                                  | 37                                                     | 6                                                      |                                                        |
| Ron Paul                                               | 13,228                                                 | 27.1%                                                  | 0                                                      | 4                                                      |                                                        |
| Mitt Romney                                            | 8,222                                                  | 16.9%                                                  | 0                                                      | 2                                                      |                                                        |
| Newt Gingrich                                          | 5,272                                                  | 10.8%                                                  | 0                                                      | 1                                                      |                                                        |
| Otro                                                   | 141                                                    | 0.3%                                                   |                                                        |                                                        |                                                        |
| Delegados no proyectados:                              | Delegados no proyectados:                              | Delegados no proyectados:                              | 0                                                      | 24                                                     | 37                                                     |
| Total:                                                 | 48,795                                                 | 100.0%                                                 | 37                                                     | 37                                                     | 37                                                     |